# Giorgi Moistsrapishvili
Giorgi Moistsrapishvili (en géorgien : გიორგი მოისწრაფიშვილი), né le 29 septembre 2001 à Poti en Géorgie, est un footballeur géorgien qui joue au poste de milieu offensif au Spartak Trnava.

## Biographie

### En club
Né à Poti en Géorgie, Giorgi Moistsrapishvili est formé par l'un des clubs de la capitale du pays, le Dinamo Tbilissi. Il commence sa carrière au FC Telavi où il est prêté en 2020. De retour au Dinamo, il joue son premier match pour le club le 27 février 2021, lors d'une rencontre de championnat face au FC Samgurali Tskhaltoubo. Il entre en jeu à la place de Anzor Mekvabishvili et les deux équipes se neutralisent (1-1 score final). Le 24 septembre 2021, Moistsrapishvili inscrit son premier but en professionnel lors d'une rencontre de championnat face au FC Samtredia. Il entre en jeu ce jour-là et participe à la victoire des siens par cinq buts à un.
Il est sacré champion de Géorgie en 2022,.
Le 5 septembre 2023, Giorgi Moistsrapishvili rejoint la Belgique afin de s'engager en faveur du SK Beveren sous la forme d'un prêt d'une saison avec option d'achat.

### En sélection
Giorgi Moistsrapishvili joue son premier match avec l'équipe de Géorgie espoirs le 29 mars 2021 face à la Biélorussie. Il est titularisé et son équipe l'emporte par quatre buts à un. Un an plus tard, le 29 mars 2022, Moistsrapishvili inscrit ses deux premiers buts avec les espoirs lors d'un même match, contre l'Estonie. Titulaire, il ouvre le score sur coup franc direct et ses deux buts contribuent à la victoire de son équipe par quatre buts à un

## Palmarès
Dinamo Tbilissi
- Champion de Géorgie (1) :
  - Champion : 2022.